# District de Linz-Land
Pour les articles homonymes, voir Linz (homonymie).
Le Bezirk Linz-Land est un district du land de Haute-Autriche, en Autriche.

## Liste des communes du Linz-Land
| Communes 1. Allhaming (1.028) 2. Asten (6.047) 3. Eggendorf im Traunkreis (698) 4. Hargelsberg (1.084) 5. Hofkirchen im Traunkreis (1.394) 6. Hörsching (5.241) 7. Kematen an der Krems (2.230) 8. Kirchberg-Thening (2.137) 9. Kronstorf (3.005) 10. Neuhofen an der Krems (5.417) 11. Niederneukirchen (1.782) 12. Oftering (1.824) 13. Pasching (6.134) 14. Piberbach (1.706) 15. Pucking (3.478) 16. Sankt Florian (5.753) 17. Sankt Marien (4.144) 18. Wilhering (5.222) Villes 1. Ansfelden (15.650) 2. Leonding (22.269) 3. Enns (10.639) 4. Traun (25.145) |

 Hameaux 
1. Neukematen, dans la municipalité de Kematen an der Krems.